# Siedem wzgórz Rzymu

Siedem wzgórz Rzymu

Siedem wzgórz Rzymu – siedem wzniesień (łac. Septem colles/montes Romae), na których został zbudowany Rzym. Wszystkie mieszczą się po wschodniej stronie Tybru. Pełniły one bardzo ważną rolę w mitologii, religii i w polityce antycznego Rzymu. Według tradycji miasto zostało ufundowane przez Romulusa na Palatynie (Mons Palatinus).

## Siedem wzgórz Rzymu
Do siedmiu wzgórz zaliczają się:
- Awentyn (Mons Aventinus).
- Palatyn (Mons Palatinus). Zachodnie jego zbocze zostało nazwane Cermalus.
- Kwirynał (Collis Quirinalis). Składa się z trzech szczytów: Latiaris, Mucialis i Salutaris.
- Wiminał (Collis Viminalis).
- Celius (Mons Caelius).
- Eskwilin (Mons Esquilinus). Składający się ze szczytów: Oppius, Cispius i Fagutal.
- Kapitol (Mons Capitolinus), którego przełęcz zwana Asylum, dzieli szczyt północny Arx od południowego właściwego Kapitolu.

## Pozostałe wzgórza Rzymu
Istnieją poza tym inne wzniesienia nieuwzględnione w spisie siedmiu wzgórz jak Welia, które łączy Palatyn ze zboczami Eskwilinu. W XX wieku zostało ono rozkopane w czasie poszerzania drogi via dei Fori Imperiali.
Przełęcz łącząca Kapitol z Kwirynałem została otworzona w II wieku n.e., kiedy był budowany kompleks Forum Trajana.
Po zachodniej stronie Tybru znajduje się Wzgórze Watykańskie (Montes Vaticani), Gianicolo (Ianiculum) i Pincio.

## Septimontium
Rzymski pisarz Festus wspomina święto celebrowane 11 grudnia procesją, która dotykała ośmiu wzgórz (Palatium, Velia, Fagutal, Subura, Cermalus, Caelius, Oppius, Cispius). Lista ta nie odpowiada tradycyjnie przyjętym siedmiu wzgórzom i możliwe, że stanowi pozostałość jakiegoś dawnego rytuału.